# Cable (condado de Bayfield)
Cable es un lugar designado por el censo ubicado en el condado de Bayfield en el estado estadounidense de Wisconsin. En el Censo de 2010 tenía una población de 206 habitantes y una densidad poblacional de 76,26 personas por km².

## Geografía
Cable se encuentra ubicado en las coordenadas 46°12′5″N 91°17′36″O / 46.20139, -91.29333. Según la Oficina del Censo de los Estados Unidos, Cable tiene una superficie total de 2.7 km², de la cual 2.7 km² corresponden a tierra firme y (0%) 0 km² es agua.

## Demografía
Según el censo de 2010, había 206 personas residiendo en Cable. La densidad de población era de 76,26 hab./km². De los 206 habitantes, Cable estaba compuesto por el 99.03% blancos, el 0.97% eran afroamericanos, el 0% eran amerindios, el 0% eran asiáticos, el 0% eran isleños del Pacífico, el 0% eran de otras razas y el 0% pertenecían a dos o más razas. Del total de la población el 0% eran hispanos o latinos de cualquier raza.